# Скрыпник, Алексей Алексеевич
Алексей Алексеевич Скрыпник (укр. Олексій Олексійович Скрипник; 8 марта 1964, Львов — 23 февраля 2022, Львов) — украинский предприниматель и политик, народный депутат Украины 8-го созыва от партии «Объединение „Самопомощь“» (2014—2019).

## Биография
Родился 8 марта 1964 года во Львове в семье инженеров-энергетиков (отец Алексей Иванович Скрыпник (ум. 2025) — профессор, доктор технических наук).
В 1986 году с отличием окончил факультет электроэнергетики Львовского политехнического института (кафедра электрических систем и сетей).
В 1986—2000 годах работал в ПЭО «Львовэнерго» (с 1995 — Западный региональный диспетчерский центр, с 1998 — Западная электроэнергетическая система) инженером и заместителем начальника Центральной диспетчерской службы (ЦДС).
В 1991 году вместе с родителями основал софтверную компанию ООО «Элекс» и занимал в ней должность технического директора сначала по совместительству, а с июня 2000 года — на постоянной основе. С 2010 года генеральный директор ООО «Элекс» (в 2014 году сложил полномочия в связи с избранием в Верховную Раду Украины). По состоянию на начала 2022 года в ELEKS насчитывалось около 2000 сотрудников и более 750 выполненных проектов.
С 2006 года — преподаватель, с 2008 г. старший преподаватель Института компьютерных наук и информационных технологий Национального университета «Львовская политехника», читал курсы «Системный анализ», «Менеджмент проектов по разработке программного обеспечения» и «Проектный практикум».
В 2014 году принял участие в парламентской избирательной кампании (3-й номер списка партии «Самопомощь») и был избран народным депутатом. Заместитель председателя Комитета Верховной Рады по вопросам науки и образования. С 22 апреля 2015 года — председатель Временной специальной комиссии Верховной Рады Украины по вопросам будущего.
Умер днём 23 февраля 2022 года в своём кабинете (оторвался тромб).
Жена — Татьяна Романовна, четверо сыновей: Антон, Денис, Иван, Роман.